# کریستین اسمیت (بازیکن فوتبال)
کریستین اسمیت (انگلیسی: Christian Smith؛ زادهٔ ۱۰ دسامبر ۱۹۸۷) بازیکن فوتبال اهل بریتانیا است.
از باشگاه‌هایی که در آن بازی کرده است می‌توان به باشگاه فوتبال کلاید، باشگاه فوتبال تاموورث، باشگاه فوتبال استافورد رنجرز، باشگاه فوتبال میدنهد یونایتد، باشگاه فوتبال دالیچ هملت، باشگاه فوتبال بیشاپس استورتفورد، باشگاه فوتبال نیوپورت کانتی، باشگاه فوتبال چستر، باشگاه فوتبال یورک سیتی، باشگاه فوتبال چلمزفورد سیتی، باشگاه فوتبال بارو، باشگاه فوتبال نورتویچ ویکتوریا، باشگاه فوتبال کمبریج یونایتد، باشگاه فوتبال هیز و یدینگ یونایتد، باشگاه فوتبال ورکسام، باشگاه فوتبال نانت‌ویچ، باشگاه فوتبال پورت ویل، و باشگاه فوتبال تلفورد یونایتد اشاره کرد.